# Klucz (Szczecin, 1955–1976)
Klucz – dawne osiedle administracyjne Szczecina, należące do dzielnicy Dąbie. Istniało w latach 1955–1976. Według danych z 6 grudnia 1960 r. osiedle zamieszkiwało 1278 osób. Na osiedlu znajdowała się fabryka włókien sztucznych Chemitex-Wiskord.
W 1990 r. przywrócono zlikwidowany w 1976 r. podział miasta na cztery dzielnice. Powołano wówczas nowe osiedle o nazwie Żydowce-Klucz, które weszło w skład dzielnicy Prawobrzeże – sukcesora dzielnicy Dąbie.